# Accueil paysan
Pour les articles homonymes, voir Accueil et Paysan.
Accueil Paysan est une association loi de 1901 constituée de paysans et d’acteurs ruraux qui pratiquent l'accueil en chambre d'hôtes, en gîte, en camping à la ferme, en auberge, en ferme équestre, l'accueil d'enfants, l'accueil social et la vente de produits de la ferme. 
Accueil paysan est impliqué dans l'accueil familial et le tourisme social avec des organismes d'aide au départ en vacances des familles les plus modestes.
Cette association est reconnue par le ministère français de l'Agriculture.

## Historique
Au printemps 1979, l’Association d’éducation populaire Peuple et culture de l’Isère décide de créer à Grenoble des Comités d’Étude et de Proposition (CEP) dans chaque secteur de son activité, et notamment dans le secteur rural. C’est le point de départ d’une expérience collective entre paysans qui créera moins de 10 ans après Accueil Paysan. 
L'association nationale d'Accueil Paysan sera fondée en 1987 par des agriculteurs de l'Isère afin de mettre en place un label de qualité d'accueil touristique. Rejoint dès le début par d'autres paysans venant du reste de la France, d'autres associations voient le jour.

## Charte éthique
Accueil paysan propose des espaces de vie et de rencontre, une agriculture paysanne pour une souveraineté alimentaire, un engagement solidaire pour un projet équitable, des pratiques respectueuses de l'environnement et de la diversité. Ces principes éthiques sont définis par cette charte :

## Réseau
En France, le réseau est constitué d'antennes locales, constituées en associations départementales et/ou régionales, permettant d'accompagner et de promouvoir les paysans dans leur projet de diversification en lien avec l'accueil de public en milieu rural.
Chaque association dispose de spécificité propre, en terme, d'accompagnement selon les types d'accueil, de formation, de promotion et d'animation de réseau.

## Accueil Paysan à l'étranger
Accueil paysan Brésil (Acolhida na Colônia) a obtenu en 2005 la reconnaissance de l'ONU en recevant le prix « Objectifs du millénaire pour le développement ».
Accueil paysan est présent à l'international en :  Arménie,  Bulgarie,  Bénin,  Bosnie-Herzégovine,  Burkina Faso,  Brésil,  Chili,  Costa Rica,  Croatie,  Équateur,  Espagne,  France,  Géorgie,  Hongrie,  Inde,  Italie,  Madagascar,  Mali,  Maroc,  Mauritanie,  Mexique,  Norvège,  Pologne,  Portugal,  Roumanie,  Russie,  Sénégal,  Slovaquie,  Suisse,  Togo,  Tunisie,  Uruguay.

## Les Amis d'Accueil paysan
L'association « Les Amis d'Accueil paysan » édite des brèves, lien entre les accueillants et leurs hôtes accueillis.